# 유담 (난릉공후)
유담(劉譚, ? ~ ?)은 전한 말기의 제후로, 광릉효왕의 손자이다.

## 생애
아버지 유의의 뒤를 이어 난릉후(蘭陵侯)에 봉해졌다.
시호를 공(共)이라 하였고, 아들 유편강이 작위를 이었다.

## 출전
- 반고, 《한서》 권15하 왕자후표 下

| 선대 아버지 난릉절후 유의 | 전한의 난릉후 ? ~ ? | 후대 아들 유편강 |